# Judith avec la tête d'Holopherne (Cranach)
Pour les articles homonymes, voir Judith et Holopherne.
Judith avec la tête d'Holopherne est un tableau réalisé par le peintre allemand Lucas Cranach l'Ancien vers 1527-1537. Cette huile sur panneau est une peinture chrétienne qui constitue une illustration d'un épisode du Livre de Judith, dans l'Ancien Testament. Elle représente Judith sur fond noir alors qu'elle tient verticalement dans sa main droite une épée ensanglantée avec laquelle elle vient de tuer Holopherne, dont la tête décapitée occupe le coin inférieur gauche de la composition. L'œuvre est conservée depuis 1960 au musée d'Art de Ponce, à Ponce, dans le territoire américain de Porto Rico.  Il s'agit de l'une des multiples versions produites sur ce thème biblique par l'artiste, son atelier ou son entourage.

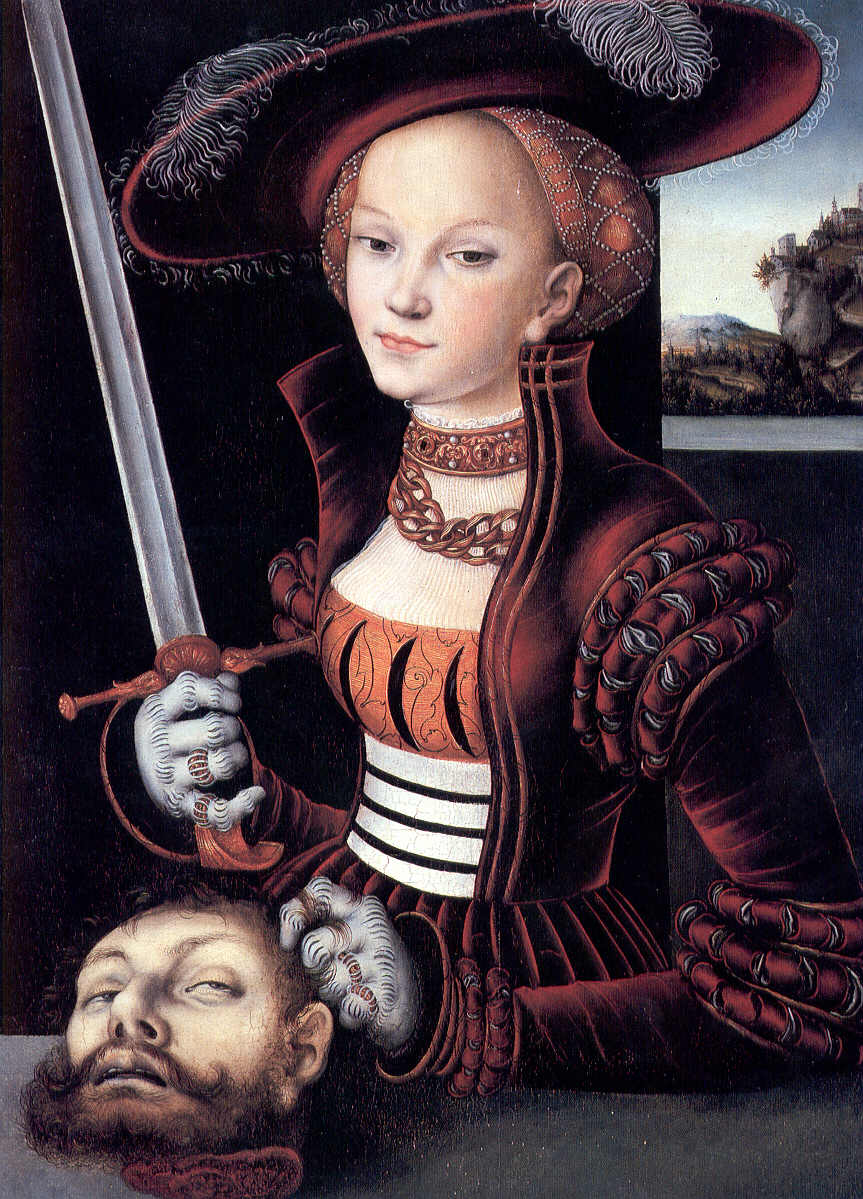
Pavillon de chasse de Grunewald, Berlin.
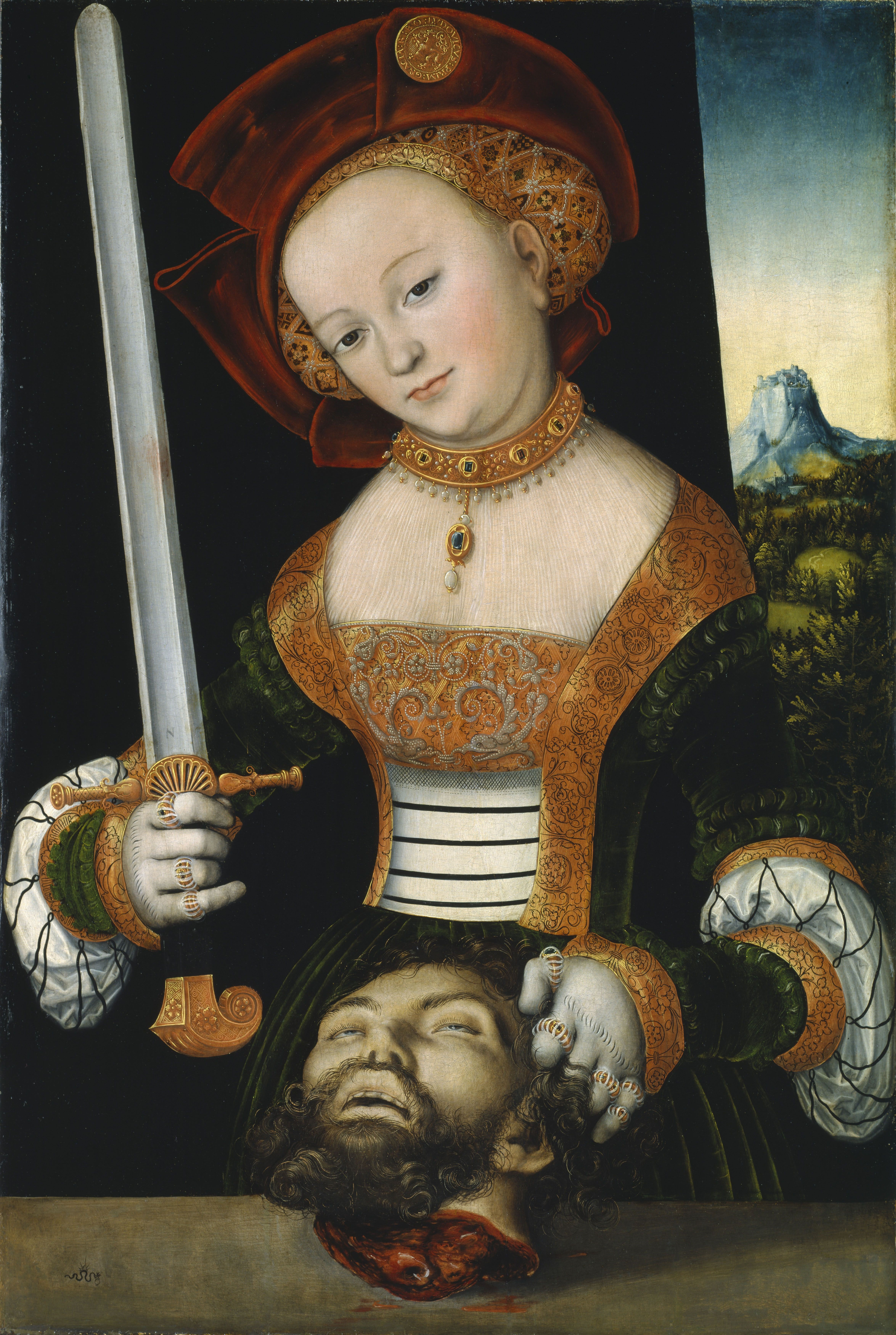
Gemäldegalerie Alte Meister, Cassel.
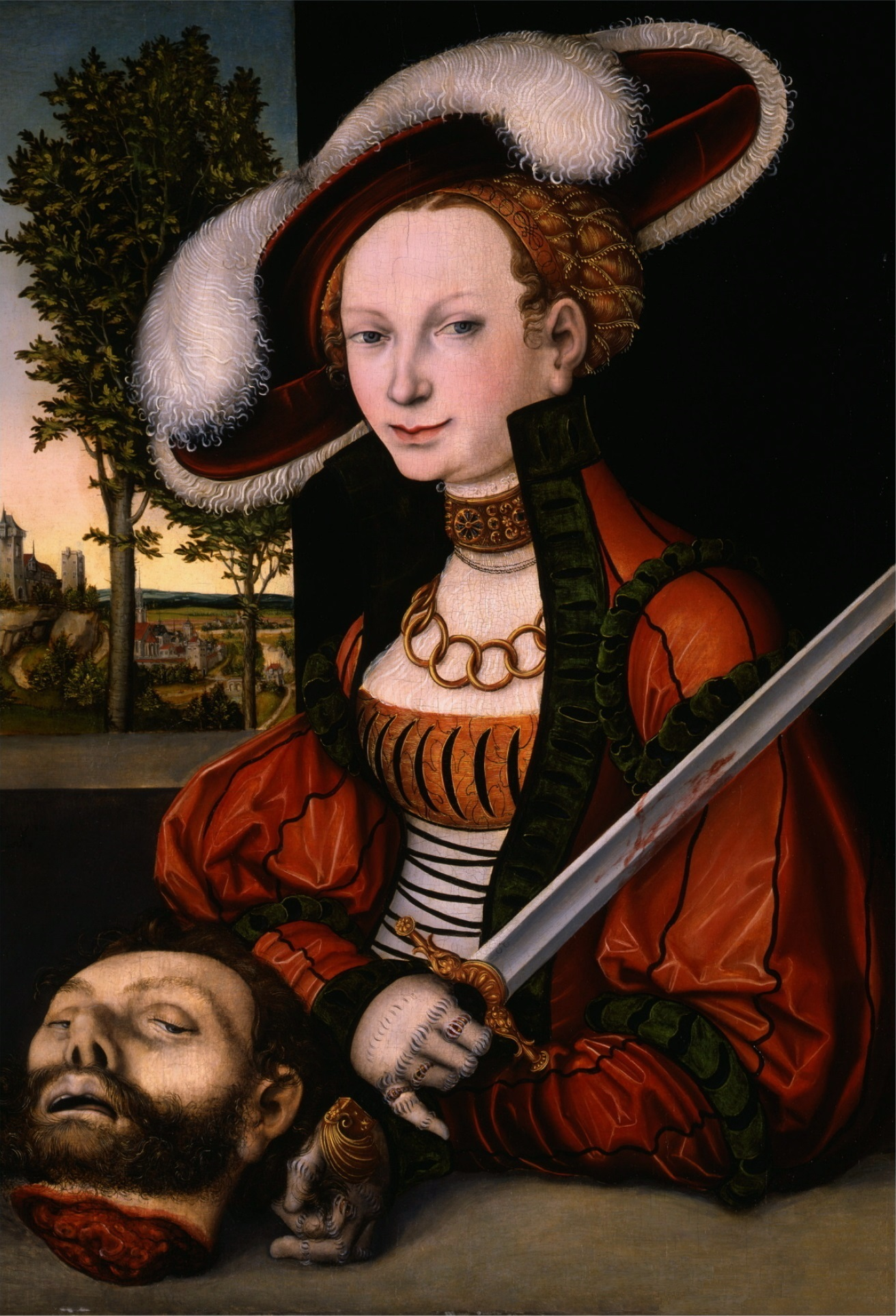
Collection Burrell, Glasgow.
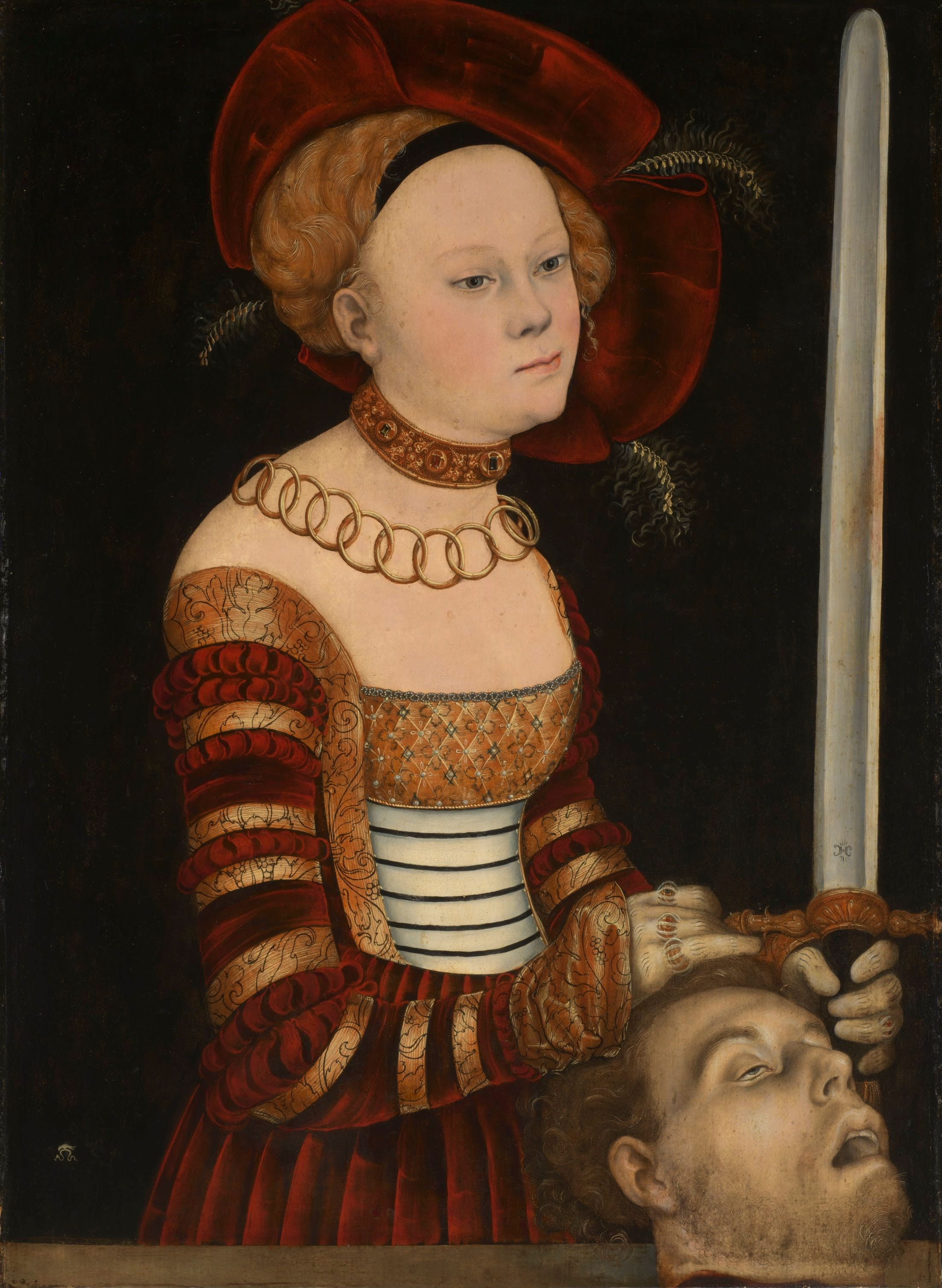
Musée des Beaux-Arts de San Francisco, San Francisco.
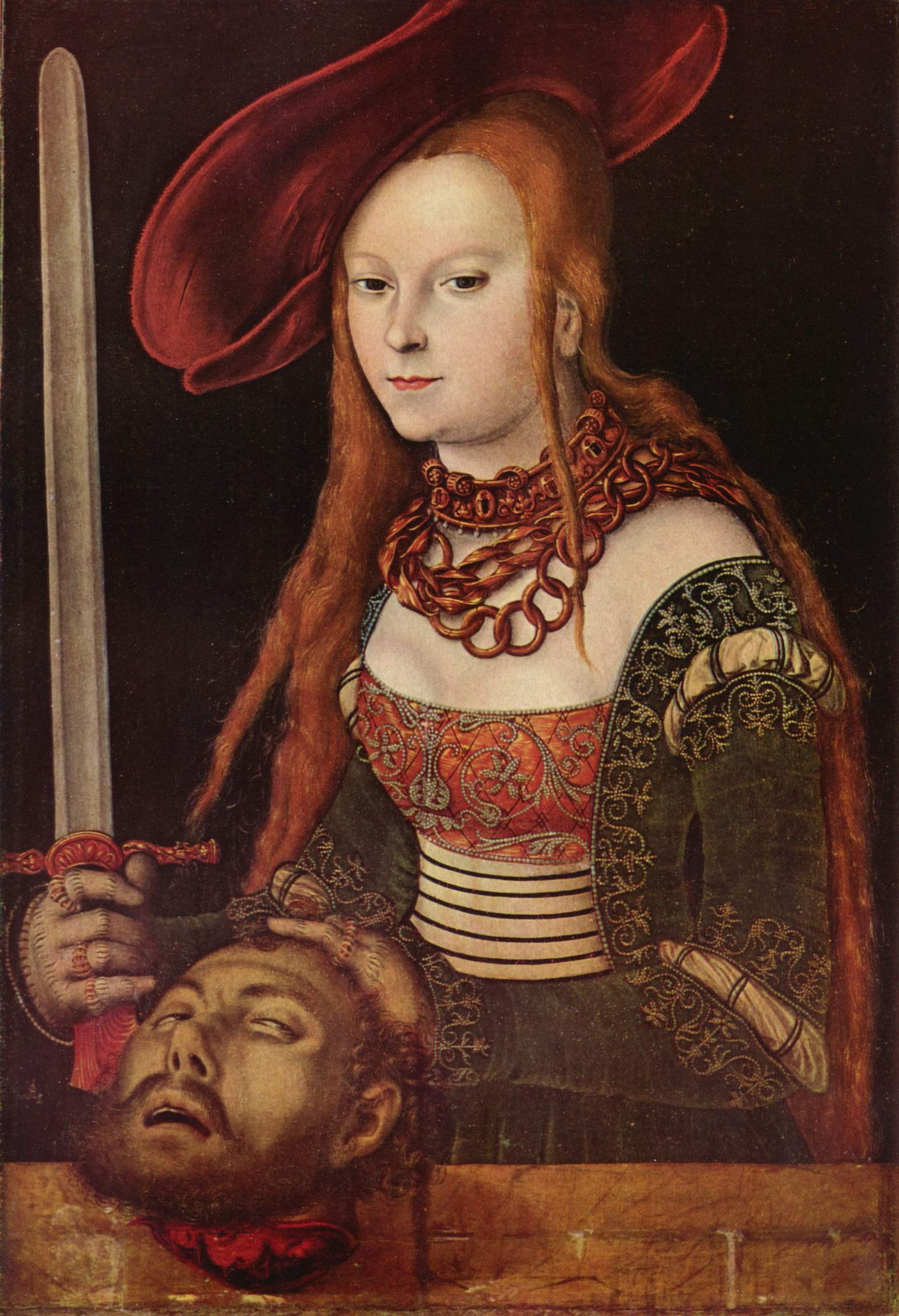
Staatsgalerie Stuttgart, Stuttgart.
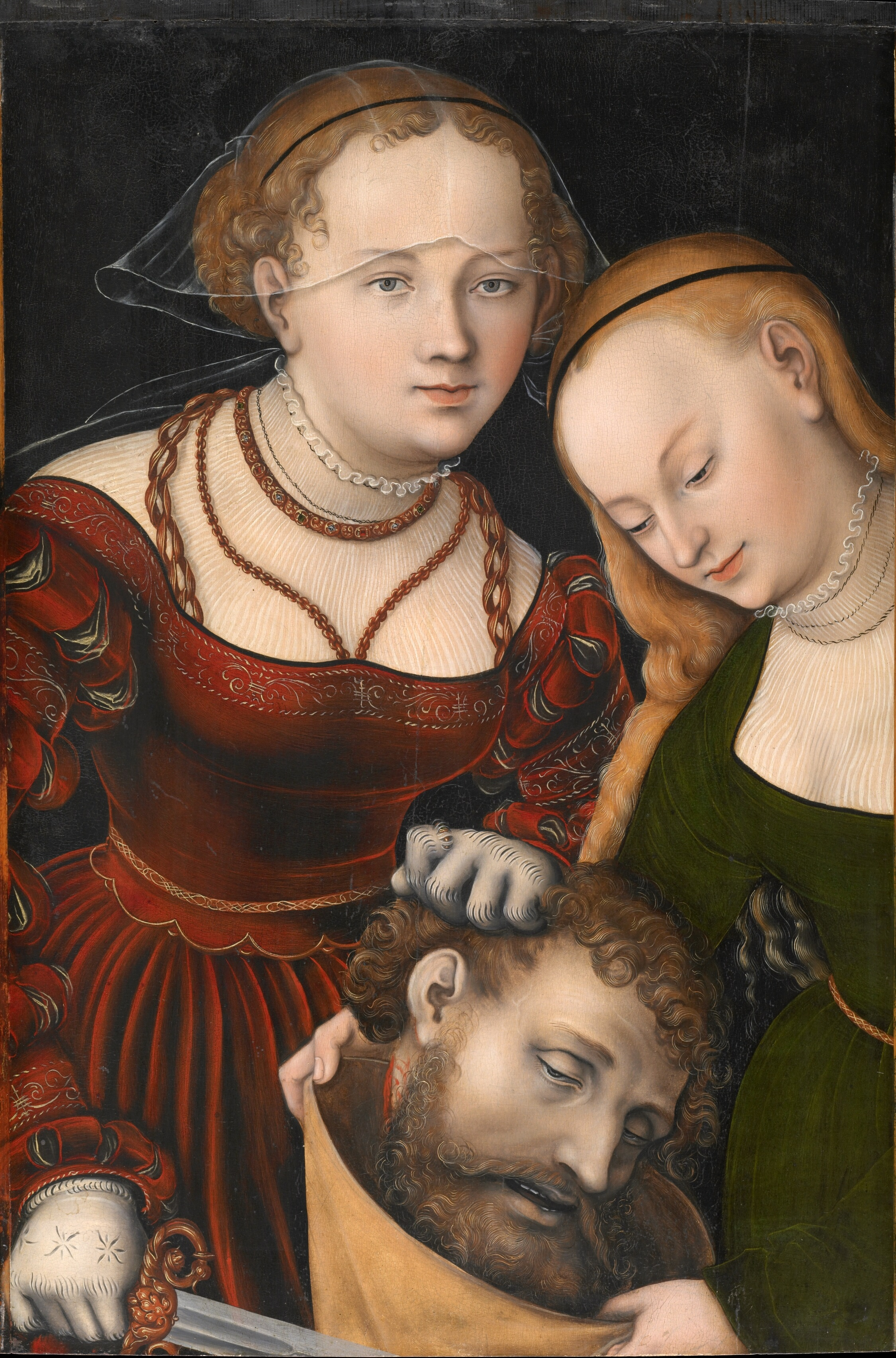
Musée d'Histoire de l'art de Vienne, Vienne.